# Distrikt Barranca (Barranca)
Der Distrikt Barranca liegt in der Provinz Barranca in der Region Lima in West-Peru.
Der Distrikt Barranca wurde im Jahr 1823 gegründet. Der 153,76 km² große Distrikt hatte beim Zensus 2017 68.324 Einwohner. Im Jahr 1993 lag die Einwohnerzahl bei 46.283, im Jahr 2007 bei 61.178. Verwaltungssitz ist die Provinzhauptstadt Barranca. Auf den kargen Hügeln herrscht Wüstenvegetation. Im Tiefland wird bewässerte Landwirtschaft betrieben. Die Nationalstraße 1N (Panamericana) durchquert den Distrikt in nördlicher Richtung.

## Geographische Lage
Der Distrikt Barranca liegt zentral in der Provinz Barranca. Er reicht von der Pazifikküste knapp 23 km ins Landesinnere. Der Distrikt hat eine Küstenlänge von etwa 6 km. Entlang der nördlichen Distriktgrenze fließt der Río Pativilca zum Meer. Der Distrikt Barranca grenzt im Norden an den Distrikt Pativilca, im Osten an den Distrikt Cochas (Provinz Ocros) sowie im Süden an die Distrikte Supe und Supe Puerto.